# به‌آباد (گناباد)
به‌آباد، روستایی از توابع بخش مرکزی شهرستان گناباد در استان خراسان رضوی ایران است.

## جمعیت
این روستا در دهستان حومه قرار دارد و براساس سرشماری عمومی نفوس و مسکن سال ۱۳۹۰ ، جمعیت آن ۱٬۴۴۷ نفر ( ۴۴۰ خانوار ) بوده‌است.